# Henry Hull

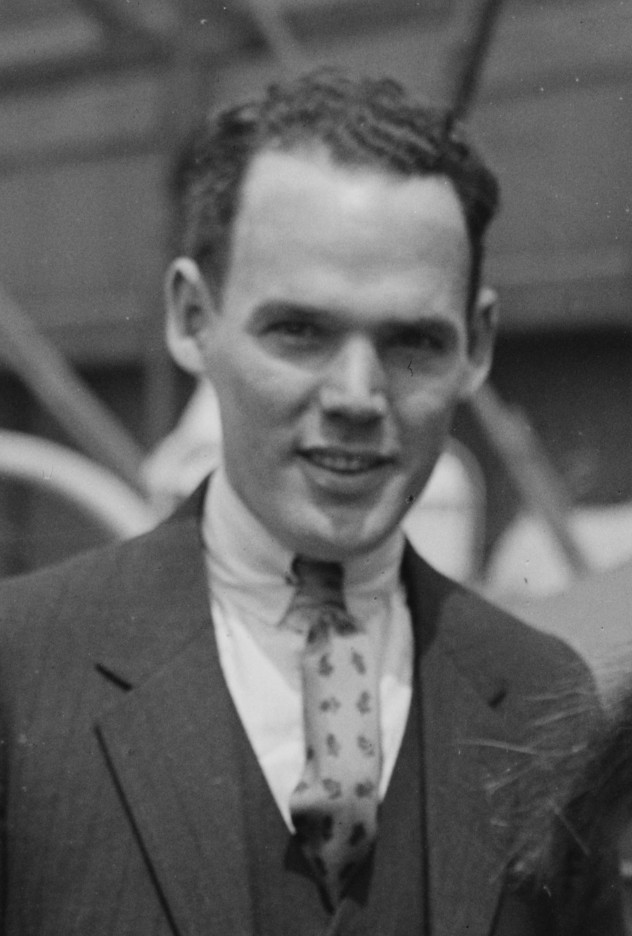
Henry Hull (1923)

Henry Hull (* 3. Oktober 1890 in Louisville, Kentucky; † 8. März 1977 in Cornwall, Großbritannien) war ein US-amerikanischer Film- und Theaterschauspieler.

## Leben
Henry Hull stand ab 1911 als Schauspieler auf Theaterbühnen in den USA. Er war über Jahrzehnte regelmäßig am Broadway zu sehen, dort spielte er unter anderem die Hauptrolle des Hinterwäldlers Jeeter Lester in der Uraufführung des Theaterstücks Die Tabakstraße. Ab 1916 kamen für Hull auch Rollen im Kinofilm dazu. Mit seiner schmächtigen Figur war Hull fast immer auf Nebenrollen festgelegt, in denen er häufig skurrile Typen darstellte. Eine seiner wenigen Hauptrollen übernahm er mit der Verkörperung der Titelfigur im Horrorfilm Der Werwolf von London (1935). Zu seinen größten Erfolgen zählten die Rolle des exzentrischen Majors und Zeitungsverlegers Rufus Cobb in den Jesse-James-Filmen von 1939 und 1940. Bis einschließlich 1966 war Hull in über 110 Produktionen zu sehen.
Der Schauspieler war von 1913 bis zu ihrem Tod 1971 mit Juliet van Wyck Fremont, einer Enkelin des Entdeckers John C. Frémont, verheiratet. Sie hatten drei Kinder. Nach dem Tod seiner Ehefrau zog Hull zu seiner Tochter nach England, wo er die letzten Lebensjahre verbrachte und 1977 im Alter von 86 Jahren starb.

## Filmografie (Auswahl)
- 1917: A Square Deal
- 1924: The Hoosier Schoolmaster
- 1934: Call It Murder
- 1934: Des Sträflings Lösegeld (Great Exspectations)
- 1935: Der Werwolf von London (Werewolf of London)
- 1938: Drei Männer im Paradies (Paradise for Three)
- 1938: Three Comrades
- 1938: Teufelskerle (Boys Town)
- 1938: Der große Walzer (The Great Waltz)
- 1939: Jesse James, Mann ohne Gesetz (Jesse James)
- 1939: Stanley and Livingstone
- 1939: Musik ist unsere Welt (Babes in Arms)
- 1940: Die Irrwege des Oliver Essex (My Son, My Son!)
- 1940: Rache für Jesse James (The Return of Frank James)
- 1940: Entscheidung in der Sierra (High Sierra)
- 1943: Eine Frau für den Marshall (The Woman of the Town)
- 1944: Das Rettungsboot (Lifeboat)
- 1945: Der Held von Burma (Objective, Burma!)
- 1947: Das tiefe Tal (Deep Valley)
- 1947: Trauer muss Elektra tragen (Mourning Becomes Electra)
- 1948: Scudda Hoo! Scudda Hay!
- 1948: On Our Merry Way
- 1948: The Walls of Jericho
- 1948: Tochter der Prärie (Belle Starr’s Daughter)
- 1948: Jenny (Portrait of Jennie)
- 1949: El Paso, die Stadt der Rechtlosen (El Paso)
- 1949: Der Geisterschütze (Rimfire)
- 1949: Vogelfrei (Colorado Territory)
- 1949: Der große Gatsby (The Great Gatsby)
- 1949: Ein Mann wie Sprengstoff (The Fountainhead)
- 1950: Die Rückkehr von Jesse James (The Return of Jesse James)
- 1951: Mord in Hollywood (Hollywood Story)
- 1952: Der Schatz im Canyon (The Treasure of Lost Canyon)
- 1953: Der letzte Suchtrupp (The Last Posse)
- 1953: Verhängnisvolle Spuren (Inferno)
- 1953: Donnernde Hufe (Thunder Over the Plains)
- 1955: Der Einzelgänger (Man with the Gun)
- 1958: Der stolze Rebell (The Proud Rebel)
- 1958: Sheriff wider Willen (The Sheriff of Fractured Jaw)
- 1958: König der Freibeuter (The Buccaneer)
- 1959: Gnadenlose Stadt (Naked City, Fernsehserie, 1 Folge)
- 1960: Bonanza (Fernsehserie, 2 Folgen)
- 1960/1963: Am Fuß der blauen Berge (Laramie, Fernsehserie, 2 Folgen)
- 1961: Robur, der Herr der sieben Kontinente (Master of the World)
- 1965: The Fool Killer
- 1966: Ein Mann wird gejagt (The Chase)